# Pyrgospira ostrearum
Pyrgospira ostrearum är en snäckart som först beskrevs av Robert Edwards Carter Stearns 1872.  Pyrgospira ostrearum ingår i släktet Pyrgospira och familjen Turridae. Inga underarter finns listade i Catalogue of Life.